# 横田豊秋
横田 豊秋（よこた とよあき、1903年8月27日 - 1936年8月28日）は、日本の映画監督、脚本家、俳優である。本名同じ。撮影助手、撮影技師、助監督、監督、脚本家を経て、映画スターになった稀有な人材である。脚本家・俳優としての名は宇留木 浩（うるき ひろし）である。

## 来歴・人物

### 撮影助手から映画監督へ
1903年（明治36年）8月27日、東京市麹町区内幸町1-5（現在の千代田区内幸町1-5、現在の千代田区立内幸町ホールのあたり）に生まれる。父は弁護士、2歳下の妹は新劇から映画女優となった細川ちか子（本名・横田冬）である。
当時の私立エリート校・芝区芝公園の正則中学校（現在の正則高等学校）在学中、不良仲間の江川宇礼雄と知り合い、1920年（大正9年）に横浜の大正活動映画（大活）の俳優となった江川の影響で、映画界に入るべく、同校卒業後、進学せずに1921年（大正10年）、17歳のときに日活向島撮影所に入社、撮影助手となる。まもなく江川のいる大活に移籍、撮影助手を続ける。
同年夏、大活の撮影所を借りて撮影された映画『真夏の夜の夢』で俳優としてデビューした平田延介（のちの山本嘉次郎）と知り合う。以来長いつきあいが始まる。同社の撮影所閉鎖で江川は獏与太平や内田吐夢、井上金太郎らと京都入りし、牧野省三の「牧野教育映画製作所」の設立に参加するが、横田は平田が1922年（大正11年）2月、東京・深川区（現在の江東区深川）に設立した「無名映画協会」に撮影技師として参加した。同協会は『ある日の熊さん』（詳細不明）、『未来の大名優』（監督近藤伊与吉、5月19日公開）の短篇2本を撮って解散した。このころまだ横田は19歳である。
1923年（大正12年）、平田が京都の小笠原プロダクションで『愛の導き』に出演し、翌1924年（大正13年）、早川プロダクション製作の『熱火の十字球』の監督に平田が抜擢されると、横田はその監督助手をつとめた。同年秋、大活で俳優だった井上が監督として活躍している、西宮市甲陽園の東亜キネマ甲陽撮影所に入社し、平田が「山本嘉次郎」名で監督する『断雲』の監督助手となった。
1925年（大正14年）、山本とともに東京に戻り、高松豊次郎率いる東京府下南葛飾郡吾嬬町（現在の墨田区京島）の「高松豊次郎プロダクション吾嬬撮影所」に入り、同撮影所でマキノ・プロダクション製作の『輝ける扉』を山本が監督、横田は助手についた。引き続きマキノ製作の近藤伊与吉主演作『男児一諾』で、主演兼監督の山本の共同監督として、22歳の横田が監督デビューした。横田の昔仲間の江川（西山普烈名義）も出演している同作は、翌1926年（大正15年）1月22日、浅草「大東京」で公開された。同年監督として一本立ちし、近藤主演の『港の謙吉』、国枝史郎原作、佐久間八郎主演の『銅銭会事変』を監督する一方で、監督と役者の境目のない同社の社風から、役者の近藤と長崎武が共同監督した『楠公の唄』に主演、俳優としてデビュー、引き続き友成用三監督の山本の主演作『陽炎の舞』に江川（西山名義）とともに出演する。同社では江川も1本監督している。

### 脚本家から映画スターへ
1927年（昭和2年）、松竹蒲田撮影所の俳優森野五郎と日活大将軍撮影所の俳優だった片岡松燕がそれぞれ独立して設立したプロダクションの合同製作で、『恋の四千両』を監督、引き続き『狂恋魔刃』を片岡松燕プロダクションで監督するが、先に京都の日活大将軍に入社した山本を頼って、横田も同撮影所に入った。同撮影所では書いた脚本は映画化にまで至らず、太秦への移転にともなって異動した1930年（昭和5年）から、『怪盗夜叉王』をはじめとする映画化脚本を「宇留木浩」名で数本書く。当時の同撮影所長・池永浩久の命令で俳優に転向、木藤茂監督の『彼女への飛来』に宇留木名義で主演する。以降、専業俳優「宇留木浩」となり、山本の監督作にも出演した。1934年（昭和9年）の日活現代劇部の多摩川撮影所（現在の東京都調布市、角川大映スタジオ）への移転にともない、多摩川に異動になる。
1935年（昭和10年）、前年に東京・砧のP.C.L.映画製作所に移った山本を追い、宇留木は山本が監督をする夏目漱石原作の映画『坊つちやん』の主役試験に合格、この1作で宇留木はスターとなった。以降同年中に、山本や成瀬巳喜男、木村荘十二、矢倉茂雄らの監督作に7本出演した。山本がPCL入りした年に、妹の細川ちか子も舞台女優から転身して同社に入社しており、木村監督の『三色旗ビルディング』などで「兄妹共演」をしている。
1936年（昭和11年）も5本に出演し、同年8月21日には歌手の藤山一郎主演、矢倉監督の『大洋の寵児』が「日本劇場」ほかで公開になった。映画公開の同日、浅草の「花月劇場」で宇留木主演の舞台版『坊つちゃん』が開幕になり、27日に千秋楽を迎えた。終演後の夜、迎えに来た妻と浅草公園六区のてんぷら屋での食事後、突然の狭心症に倒れる。その夜も明けぬ同年28日午前1時に死去。33歳没。

## フィルモグラフィ
特筆以外はすべて無声映画である。

### 撮影技師
1922年 無名映画協会
- ある日の熊さん　出演平田延介（山本嘉次郎）
- 未来の大名優　監督・原作・脚本近藤伊与吉、主演平田延介

### 監督
1926年
- 男児一諾　監督　共同監督・主演山本嘉次郎、原作・脚本小川一夫、撮影小谷三郎、出演近藤伊与吉、西山普烈（江川宇礼雄）　※マキノ・プロダクション東京撮影所
- 港の謙吉　監督・脚本　撮影晴山喜平、主演藤伊与吉、山本嘉次郎　※タカマツ・プロダクション吾嬬撮影所
- 銅銭会事変　監督　原作国枝史郎、脚本青木優、撮影小谷三郎、主演佐久間八郎、藤川三之祐、西山普烈　※タカマツ・アズマプロダクション
- 楠公の唄　主演のみ　監督近藤伊与吉、共同監督・原作・脚本長崎武、撮影持田米彦、出演山本嘉次郎　※タカマツ・アズマプロダクション

1927年
- 陽炎の舞　出演のみ　監督・原作友成用三、撮影持田米彦、主演山本嘉次郎、荒川清、西山普烈　※タカマツ・アズマプロダクション
- 恋の四千両　監督　原作内山藤十郎、脚本松岡映二路、撮影本田昌、出演森野五郎、片岡松燕、若月孔雀　※森野五郎プロダクション、片岡松燕プロダクション
- 狂恋魔刃　監督　原作・脚本村井潤、主演片岡松燕、吉村蘭子　※片岡松燕プロダクション

### 脚本家
1930年 日活太秦撮影所
- 怪盗夜叉王 第一篇　監督田中都留彦、原作前田曙山、撮影奥坂武夫、主演沢田清
- 捕手供養　原作・脚本　監督岡田敬、撮影谷本精史、主演寺島貢
- 怪盗夜叉王 第二篇　監督田中都留彦、原作前田曙山、撮影松村清太郎、主演沢田清
- 怪盗夜叉王 第三篇　監督田中都留彦、原作前田曙山、撮影松村清太郎、主演沢田清

1931年 日活太秦撮影所
- 江戸美少年録　原作・脚本　監督清瀬英次郎、撮影渡会六蔵、主演沢田清
- 江戸っ子市場　原作のみ　監督清瀬英次郎、脚本薬師寺雅江・八森重与詩、撮影渡会六蔵、主演沢田清

1932年 日活太秦撮影所
- 替唄伊勢音頭　原作・脚本　監督仏生寺弥作、撮影谷本精史、主演永井寛次郎

### 俳優
1932年 日活太秦撮影所
- 彼女への飛来　監督木藤茂、原作・脚本富岡捷、撮影渡辺孝、共演山懸直代
- 爆弾三勇士　監督木藤茂、原作・脚本小林正、撮影内田静一・気賀靖吾、共演島津元（佐分利信）、城木晃
- 腕を組んで　監督木藤茂、原作・脚本富岡捷、撮影内田静一、共演田村邦男
- 一九三二年の女　監督・脚本村田実、原作・主演武林文子、撮影碧川道夫、共演市川春代　※サウンド版
- 一本杉　監督三枝源次郎、原作真山青果、脚本毛利一郎、撮影気賀靖吾、共演葉山富之助

1933年 日活太秦撮影所
- 桃色の娘　監督山本嘉次郎、原作川原外史郎、脚本八田尚之、撮影渡辺孝、主演山本嘉一
- 港の雨　監督三枝源次郎、原作・脚本小国英雄、潤色村上徳三郎、撮影内田耕平、主演山路ふみ子
- 大学の歌　監督牛原虚彦、原作・脚本村上徳三郎、撮影三浦光雄、主演鈴木伝明
- 恋の長崎　監督青山三郎、原作・脚本山崎謙太、撮影渡辺五郎、主演田村邦男

1934年 日活太秦撮影所
- 恋愛スキー術　監督・原作・脚本山本嘉次郎、撮影松沢又男、主演市川春代
- 母の微笑　監督渡辺邦男、原作逓信省簡易保険局、脚本鈴木紀子、撮影碧川道夫、主演山本嘉一
- 直八子供旅　監督・脚本稲垣浩、原作長谷川伸、撮影石本秀雄、主演片岡千恵蔵　※片岡千恵蔵プロダクション、トーキー
- 三家庭　監督・脚本熊谷久虎、原作菊池寛、撮影永塚一栄、共演杉狂児　※日活多摩川撮影所

1935年 P.C.L.映画製作所 （トーキー）
- 坊つちやん　監督山本嘉次郎、原作夏目漱石、脚本小林勝、撮影唐沢弘光、音楽紙恭輔、共演夏目初子　※夏目デビュー作
- 女優と詩人　監督成瀬巳喜男、原作中野実、脚本永見柳二、撮影鈴木博、音楽紙恭輔、共演千葉早智子
- すみれ娘　監督山本嘉次郎、原作白井鐵造、脚本永見柳二、撮影唐沢弘光、音楽紙恭輔、主演堤真佐子
- 三色旗ビルディング　監督木村荘十二、原作サトウ・ハチロー、脚本小林正・永見柳二、撮影三村明、音楽池譲、主演徳川夢声
- ラヂオの女王　監督矢倉茂雄、原作伊馬鵜平、脚本永見柳二、撮影川口政一、音楽紙恭輔、共演千葉早智子、古川緑波
- サーカス五人組　監督成瀬巳喜男、原作古川緑波、脚本伊馬鵜平・永見柳二、撮影鈴木博、音楽紙恭輔、主演堤真佐子
- 人生初年兵　監督矢倉茂雄、原作佐々木邦、脚本伊馬鵜平・永見柳二、撮影友成達雄、音楽紙恭輔、共演水上玲子

1936年 P.C.L.映画製作所
- 女軍突撃隊　監督木村荘十二、原作中野実、脚本永見柳二、撮影三村明、音楽紙恭輔、主演藤原釜足
- 求婚三銃士　監督矢倉茂雄、原作佐々木邦、脚本伊馬鵜平・阪田英一、撮影友成達雄、音楽伊藤昇、主演千葉早智子
- 歌ふ弥次喜多　監督岡田敬・伏水修、原作・主演古川緑波、脚本阪田英一、撮影吉野馨、音楽鈴木静一、共演藤原釜足、徳山璉
- 吾輩は猫である　監督山本嘉次郎、原作夏目漱石、脚本小林勝、撮影唐沢弘光、音楽紙恭輔、主演徳川夢声
- 大洋の寵児　監督矢倉茂雄、原作古川緑波、脚本永見柳二、撮影友成達雄、音楽古賀政男・紙恭輔、主演藤山一郎　※遺作

## 関連事項
- 日活向島撮影所
- 大正活動映画 （トーマス・栗原、谷崎潤一郎）
- 牧野教育映画製作所 - マキノ・プロダクション （牧野省三）
- 東亜キネマ甲陽撮影所
- タカマツ・アズマプロダクション （高松豊次郎）
- 日活大将軍撮影所 （池永浩久）
- P.C.L.映画製作所

## 註
1. 1 2 3  『日本映画監督全集』（キネマ旬報社、1976年）の「横田豊秋」の項（p.442）を参照。同項執筆は岸松雄。
2. 1 2 3 4 5 6 7  『日本映画俳優全集 男優編』（キネマ旬報社、1979年）の「宇留木浩」の項（p.85-86）を参照。同項執筆は吉田智恵男。